# Reino (Vorname)
Reino ist ein finnischer und estnischer männlicher Vorname. Die deutsche Form des Namens ist Reinhold.

## Namensträger
- Reino Börjesson (1929–2023), schwedischer Fußballspieler
- Reino Häyhänen (1920–1961), finnisch-russischer Agent des KGB
- Reino Helismaa (1913–1965), finnischer Sänger und Schauspieler
- Reino Hiltunen (1924–2021), finnischer Leichtathlet
- Reino Kangasmäki (1916–2010), finnischer Ringer
- Reino Iisakki Kuuskoski (1907–1965), finnischer Politiker und Ministerpräsident
- Reino Laine (* 1946), finnischer Jazzschlagzeuger und Politiker
- Reino Ragnar Lehto (1898–1966), finnischer Politiker und Ministerpräsident
- Björn Reino Olsen (* 1940), norwegisch-amerikanischer Anatom und Molekularbiologe
- Reino Paasilinna (1939–2022), finnischer Politiker